# 米尔·贾法尔
赛义德·米尔·贾法尔·阿里汗·巴哈杜尔（波斯語：‎，1691年—1765年2月5日）是英国东印度公司支持之下的孟加拉纳瓦卜。